# Out of the Dark
Out of the Dark ist ein Lied des österreichischen Musikers Falco aus dem Jahr 1998. Ursprünglich war geplant, das Lied nur auf dem Album Out of the Dark (Into the Light) zu veröffentlichen. Nach Falcos Tod wurde von seinen ehemaligen Produzenten beschlossen, es als Single am österreichischen Markt zu veröffentlichen.

## Veröffentlichung
Als Falco seinem Band-Leader Thomas Rabitsch den Song im Jahr 1996 vorspielte, vermutete dieser gleich, es würde sich um die zweite Single handeln. Falco war jedoch unsicher und beschloss stattdessen, Naked als zweite Single im selben Jahr auszukoppeln. Im Jahr 1997, zu Falcos 40. Geburtstag, wurde Out of the Dark in der Dominikanischen Republik das erste Mal live gespielt. Auch bei seinem letzten Auftritt sang er den Titel. Am 27. Februar 1998, drei Wochen nach Falcos Tod, wurde das Album Out of the Dark (Into the Light) veröffentlicht, das in Österreich die Spitze der Longplayer-Hitliste erreichte. Die Veröffentlichung der Single in Deutschland, Österreich, den Niederlanden und der Schweiz erfolgte am 20. März 1998.

## Inhalt
- Viele Medien interpretierten als Hintergrund des Liedes einen geplanten Suizid bzw. eine Todesvorahnung von Falco. Dies liegt vor allem an der Textzeile „Muss ich denn sterben, um zu leben?“ am Ende der zweiten Strophe. Dadurch entstand in den Medien das Gerücht, Falco hätte sich in Wirklichkeit mit seinem Autounfall das Leben nehmen wollen. Allerdings wurde der Liedtext nicht von Falco selbst, sondern von Torsten Börger geschrieben.
- Bei einem Ö3-Interview aus dem Jahr 1997, ungefähr ein Jahr vor Falcos Tod, meinte er wiederum, dass das Thema dieses Liedes – wie schon des Öfteren bei Falco – Drogen sind. Die erzählte Geschichte handelt von der Scheidung eines Mannes von seiner Frau, worauf er in eine Depression fällt und als einzigen Ausweg das Heroin sieht. Daher spielt der Refrain auf dieses Thema mit Out of the Dark (Scheidung) Into the Light (Heroin) an. Nach dem oben erwähnten Interview wurde das Lied erstmals auf einer Radiostation gespielt. Eine ähnliche Erklärung lieferte auch seine damalige Managerin Claudia Wohlfromm.
- In seinem letzten Interview sagte Falco:

„Out of the Dark ist autobiographisch – und auch wieder nicht. Es geht um Rauschgift, im Klartext: um Kokain. Ich schrieb den Text aus der Sicht eines Verzweifelten, von dem die Droge Besitz ergreift, ohne daß ich selbst süchtig bin.“

## Musikvideo
Da das Video nach Falcos Tod produziert wurde, nahm man Szenen aus alten Musikvideos Falcos. Unter anderem sind Szenen aus den Videos von Jeanny, Der Kommissar, Charisma Kommando und seinem ersten Hit Ganz Wien zu sehen. Es sind auch Ausschnitte vom Konzert auf der Donauinsel bis zu seinen letzten zu Lebzeiten veröffentlichten Lied Naked zu sehen. Während des Refrains ist immer die Fahrt eines Zuges, aus der Sicht eines Insassen, in einen Tunnel (bzw. aus diesem heraus) zu sehen.

## Rezeption

### Rezensionen
Michael Collins von MZEE.com lobt die „tiefgründige, düsterere“ Atmosphäre des Songs, die sich retrospektiv deutlich vom damaligen Pop-Mainstream unterscheidet.

### Chartplatzierungen
| ChartsChartplatzierungen | Höchstplatzierung | Wochen |
| ------------------------ | ----------------- | ------ |
| Deutschland (GfK)        | 2 (26 Wo.)        | 26     |
| Österreich (Ö3)          | 2 (14 Wo.)        | 14     |
| Schweiz (IFPI)           | 3 (23 Wo.)        | 23     |

| ChartsJahrescharts (1998) | Platzierung |
| ------------------------- | ----------- |
| Deutschland (GfK)         | 4           |
| Österreich (Ö3)           | 20          |
| Schweiz (IFPI)            | 26          |

### Auszeichnungen für Musikverkäufe
| Land/Region        | Auszeichnungen für Musikverkäufe (Land/Region, Auszeichnung, Verkäufe) | Verkäufe |
| ------------------ | ---------------------------------------------------------------------- | -------- |
| Deutschland (BVMI) | 3× Gold                                                                | 750.000  |
| Österreich (IFPI)  | Gold                                                                   | 25.000   |
| Insgesamt          | 2× Gold · 1× Platin ·                                                  | 775.000  |

## Coverversionen
- 2002: Sunterra – Lost Time (Album)
- 2003: Terminal Choice – Menschenbrecher (Album)
- 2004: Dies Ater
- 2004: Stahlhammer – Stahlmania (Album)
- 2007: die! – Stigmata (Album)
- 2010: Manuel Rubey – Verdammt, wir leben noch! (Sampler; Offizieller Soundtrack zum gleichnamigen Film)
- 2013: Leichenwetter – Echozone (Album)
- 2013: Ost+Front – Bitte schlag mich (EP)
- 2015: Basilisk – Traumland (Album)
- 2019: Falco Luneau – Piece of Life (Album)
- 2020: Eisbrecher – Schicksalsmelodien (Album)
- 2023: Silenzer
- 2024: RAF Camora (Sample)